# Пропата
Пропата (итал. Propata) је насеље у Италији у округу Ђенова, региону Лигурија.
Према процени из 2011. у насељу је живело 45 становника. Насеље се налази на надморској висини од 987 м.

## Становништво
Према резултатима пописа становништва 2011. у општини је живело 161 становника.
| 1931. | 1936. | 1951. | 1961. | 1971. | 1981. | 1991. | 2001. | 2011. |
| ----- | ----- | ----- | ----- | ----- | ----- | ----- | ----- | ----- |
| 632   | 595   | 516   | 410   | 290   | 224   | 184   | 155   | 161   |